# Сельское поселение Мейныпильгыно
Се́льское поселе́ние Мейныпи́льгыно — муниципальное образование в Анадырском районе Чукотского автономного округа Российской Федерации.
Административный центр — село Мейныпильгыно.

## История
Статус и границы сельского поселения установлены Законом Чукотского автономного округа от 24 ноября 2008 года № 148-ОЗ «О статусе, границах и административных центрах муниципальных образований на территории Анадырского муниципального района Чукотского автономного округа»

## Население
| 2010 | 2012 | 2013 | 2014 | 2015 | 2016 | 2017 |
| ---- | ---- | ---- | ---- | ---- | ---- | ---- |
| 424  | ↘406 | ↘400 | ↘391 | ↘367 | ↘353 | ↘339 |
| 2018 | 2021 | 2023 |      |      |      |      |
| ↘333 | ↗337 | ↘335 |      |      |      |      |

## Состав сельского поселения
| № | Населённый пункт | Тип населённого пункта       | Население |
| - | ---------------- | ---------------------------- | --------- |
| 1 | Мейныпильгыно    | село, административный центр | ↘335      |